# Еленовка (Приморский край)
Еле́новка — село в Кировском районе Приморского края. Входит в состав Кировского городского поселения.

## География
Село Еленовка стоит на правом берегу реки Золотая (правый приток Уссури) в 6 км до её устья.
Расположено к северо-востоку от районного центра посёлка Кировский, до которого около 20 км, на автодороге Глазовка (Лесозаводский городской округ) — Покровка (Яковлевский район). К северу от села Еленовка проходит административная граница между Лесозаводским городским округом и Кировским районом, далее находится село Иннокентьевка, к югу — село Преображенка.

## Население
| 1915 | 1926  | 2002 | 2005 | 2010 |
| ---- | ----- | ---- | ---- | ---- |
| 792  | ↗1002 | ↘19  | ↘15  | ↘5   |

## Улицы
| - ул. Новая, - ул. Таёжная, | - ул. Центральная, - ул. Черёмуховая. |

## Экономика
- Сельскохозяйственные предприятия Кировского района.

## Известные уроженцы
- Цах, Николай Петрович (род. 1939) — российский государственный деятель.